# Globo di Matelica

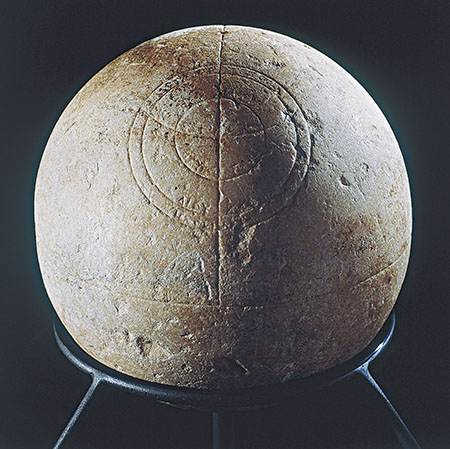
Vista prospettica del Globo di Matelica, con le linee del Meridiano, dell'Orizzonte e i tre cerchi concentrici di declinazione

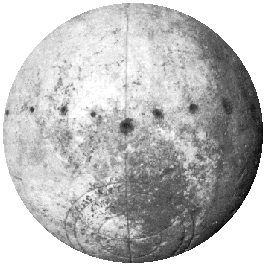
Vista dall'alto del Globo, con i fori orari

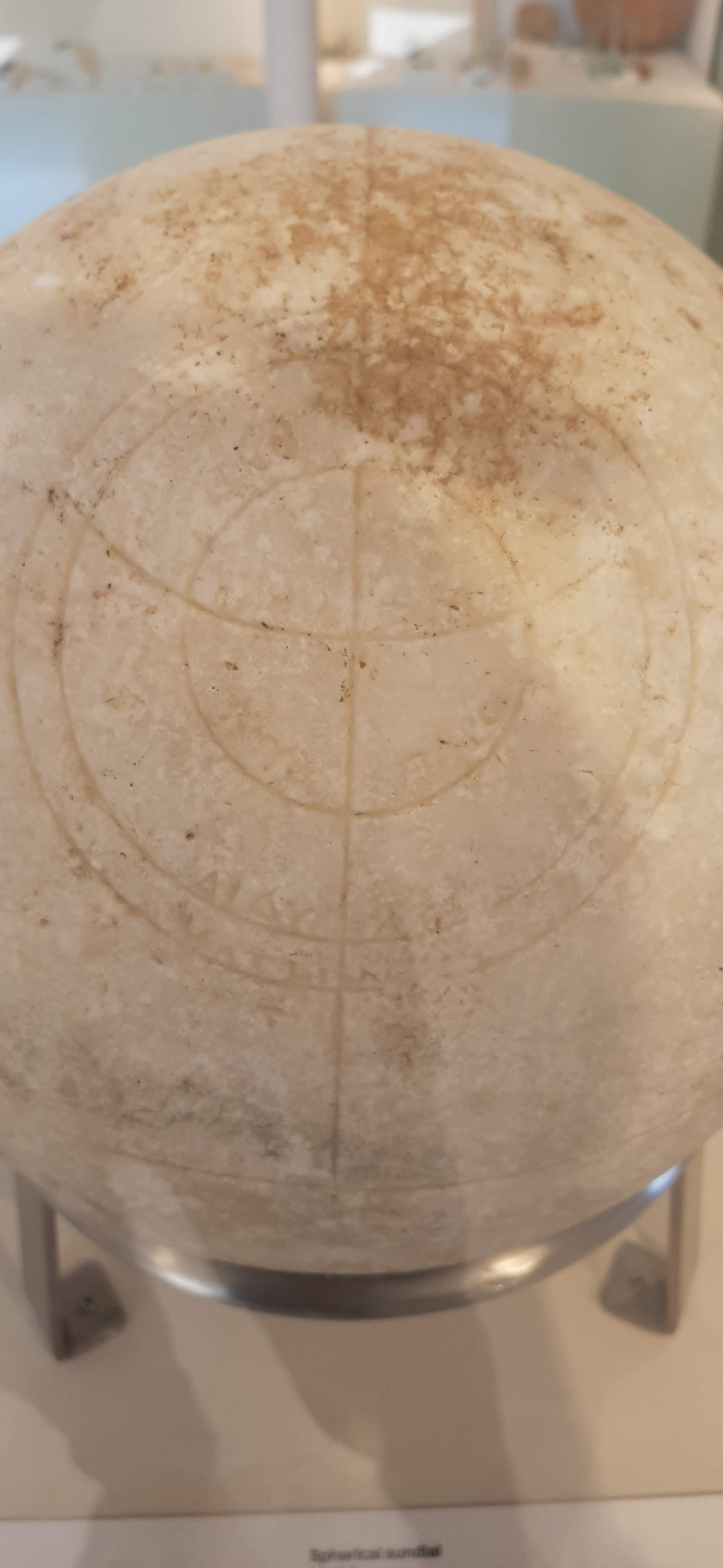
Disegno frontale del Globo

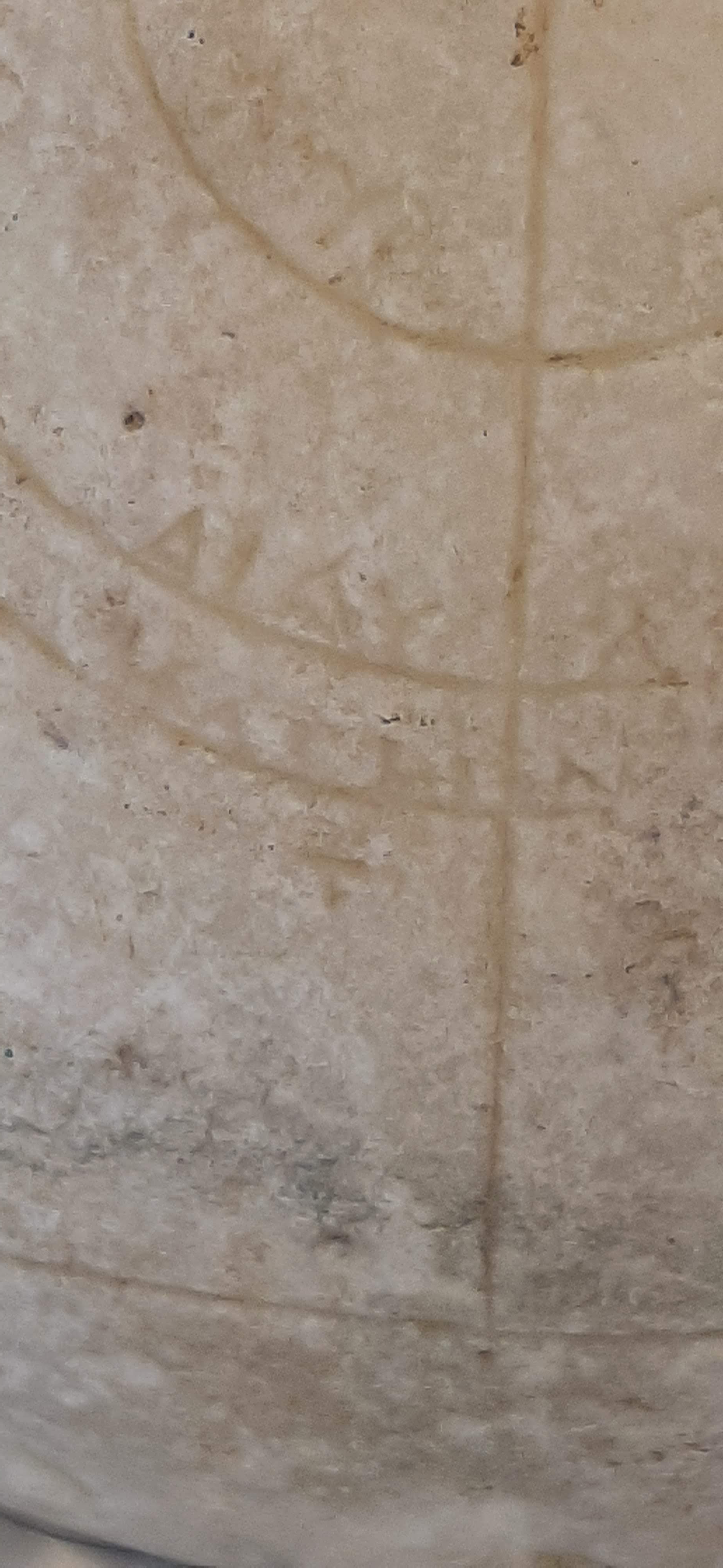
Dettagli delle scritte in greco delle costellazioni zodiacali sul Globo

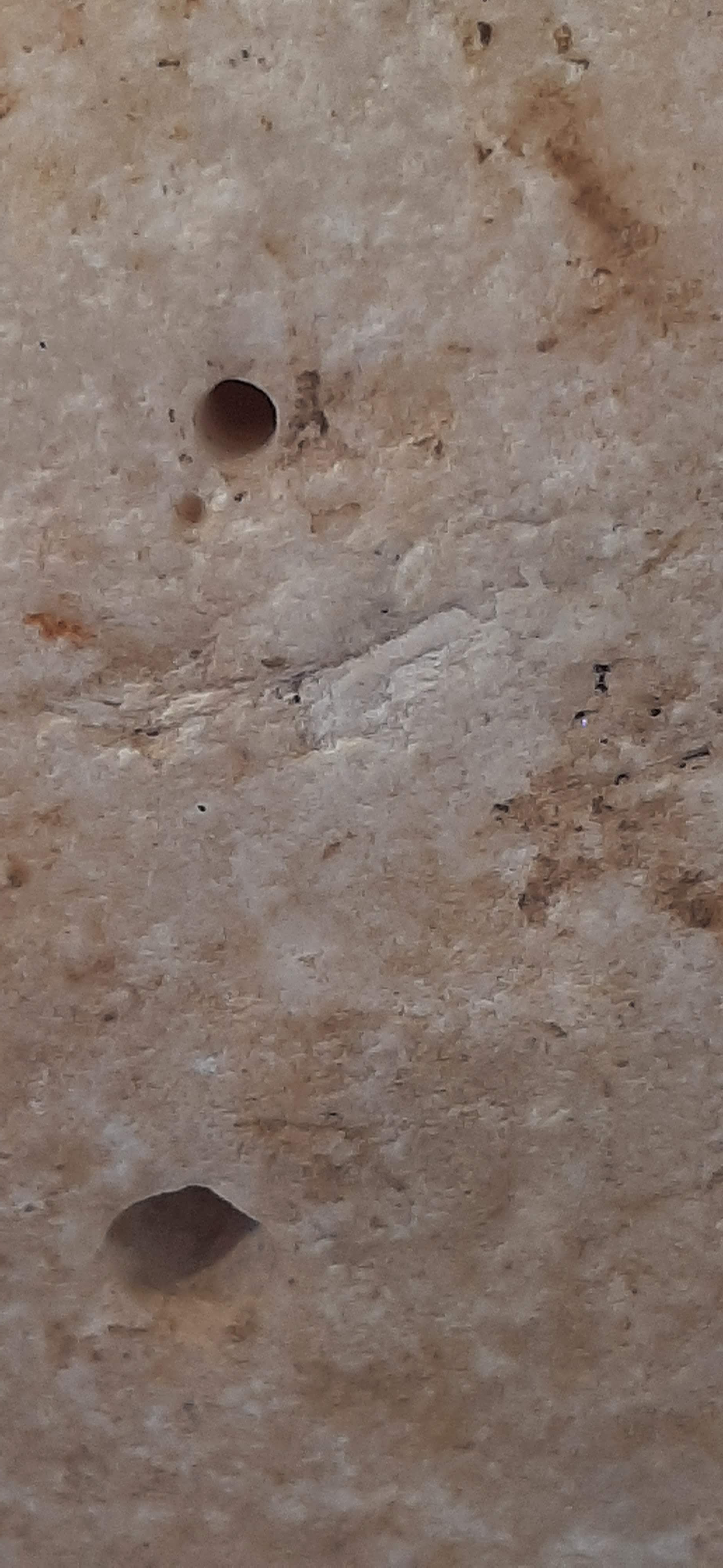
Alcuni dei fori sul globo

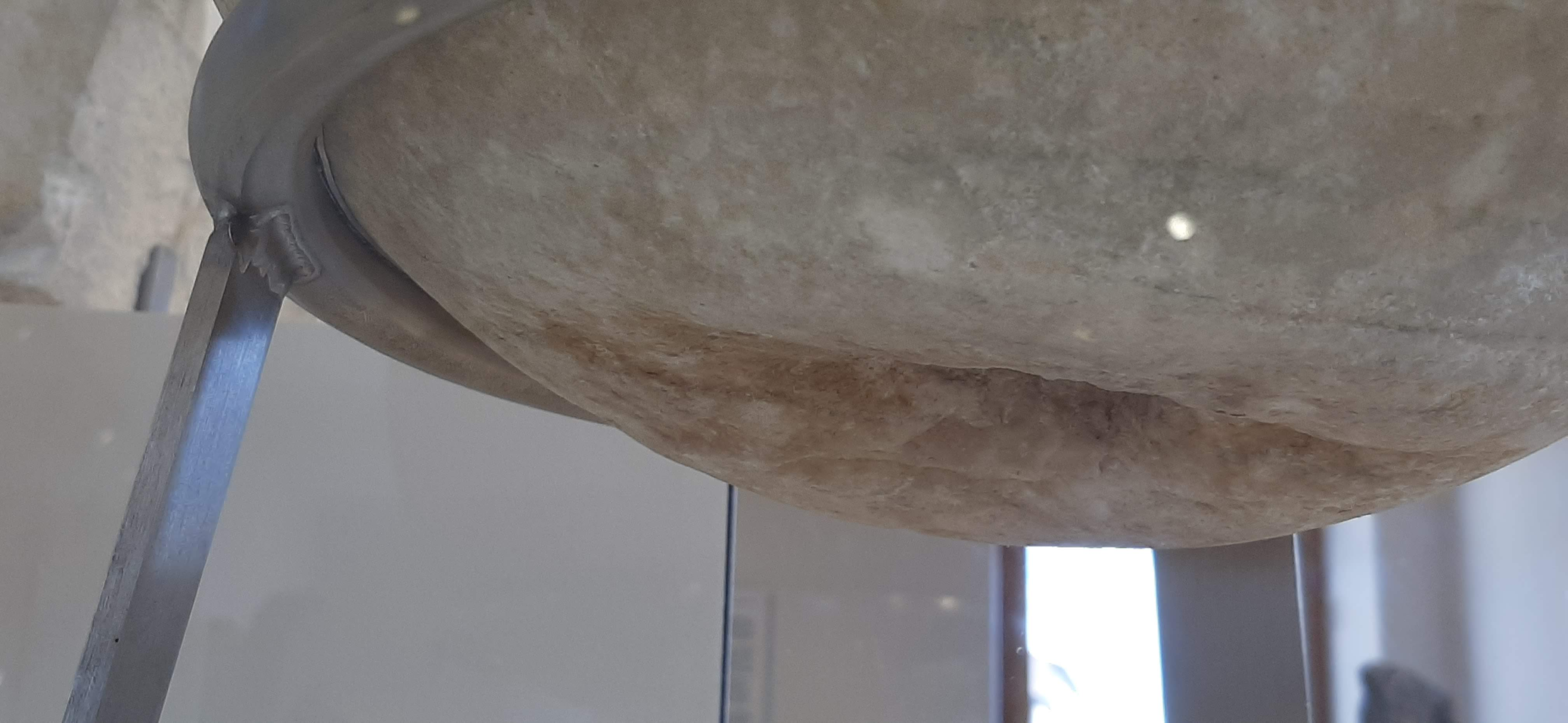
Vista inferiore del globo

Il Globo di Matelica è un antico strumento di misurazione del tempo, realizzato in epoca romana su una sfera di marmo. Appartiene alla categoria di strumenti denominati quadranti solari o meridiane in quanto per poter funzionare, deve essere esposto alla luce del Sole. Il manufatto è stato rinvenuto nel 1985 durante la ricostruzione del medievale Palazzo Pretorio, attualmente Museo Civico Archeologico, di Matelica, nelle Marche. 

## Descrizione
Si tratta di una sfera di marmo greco bianco cristallino, proveniente forse dalla cava di Afrodisias, zona di Efeso (Turchia), della circonferenza di 93 cm, molto vicina a quella di due "cubiti fileterei" (un cubito filetereo corrispondeva a 46,83 cm), da cui si ricava il diametro che è di 29,6 cm, che corrisponde esattamente alla misura di un "piede attico". La sfera è divisa esattamente a metà da un'incisione, allo stesso modo di come l'equatore divide la Terra. L'emisfero superiore è a sua volta diviso a metà da un altro solco, che interseca un foro, situato sulla sommità del Globo (Zenith) e il centro di tre cerchi concentrici (calotte sferiche) di vario diametro. Queste tre circonferenze sono a loro volta intersecate al proprio centro da un arco di cerchio avente il raggio di misura uguale a quello più grande. Attorno a queste circonferenze sono ancora visibili delle lettere incise in alfabeto greco, che indicano le 12 costellazioni dello Zodiaco; sulla sommità dell'emisfero superiore sono presenti tredici fori, di cui tre, quello sommitale e i due posti lungo il solco che divide a metà il Globo, hanno un diametro superiore agli altri. Accanto ad ogni foro sono state incise altrettante lettere dell'alfabeto greco, che hanno un valore numerico. Infine, nella parte inferiore del Globo è stata scavata una depressione conica terminante in un grosso foro rettangolare, che serviva a fissare la sfera su una base per mantenerla in posizione.

## Utilizzo
Dopo approfonditi studi, è stato dimostrato che il Globo di Matelica fungeva da meridiana e poteva essere utilizzato per osservazioni e calcoli astronomici. Lo strumento è in grado, infatti, di indicare, con buona precisione, le ore del giorno dal sorgere del Sole, identificare i giorni dei solstizi e degli equinozi, l'entrata del Sole nelle varie costellazioni dello Zodiaco, la durata del giorno e della notte nelle varie epoche dell'anno.
Per funzionare correttamente, doveva essere esposto alla luce solare, con le 3 circonferenze rivolte a nord, allineando il solco del "meridiano", che divide l'emisfero superiore, secondo l'asse Nord-Sud. In questo modo la Sfera è per metà illuminata e per metà in ombra, ed il “confine” generato dalla parte illuminata e quella in ombra, quando esso interseca i cerchi e le linee incise sulla sua superficie, fornisce le indicazioni richieste. La sua forma sferico/convessa costituisce tuttavia una particolarità, estremamente rara, dell'oggetto rispetto ad altri appartenenti alla stessa categoria. Infatti, se ne conosce solo un altro esemplare al mondo ed è il cosiddetto Globo di Prosymna, rinvenuto in Grecia nel 1939, dall'archeologo Carl William Blegen nei pressi delle città di Argo e Micene e conservato al museo di Nauplia, in Grecia. I due Globi, pur presentando delle evidentissime analogie, differiscono però sia per le dimensioni (quello greco è quasi il doppio di quello di Matelica), che per le configurazioni geometriche presenti sulle loro superfici.
La sua forma sferica non è casuale, ma si ritiene sia stata volutamente ricercata per dare all'oggetto anche un preciso significato “simbolico” e “filosofico”, che andasse aldilà del semplice e pratico utilizzo dello strumento.
Dallo studio epigrafico delle incisioni, è stato dedotto che risalga ai primi due secoli dell'era moderna. Non si tratterrebbe, però, di un cimelio portato dalla Grecia in Italia come bottino di guerra; le meridiane, infatti, erano prodotte per operare a specifiche latitudini. In questo caso, lo strumento era stato progettato per funzionare ad una latitudine di circa 44°/45°, prossima a quella di Matelica (43°15’), ma molto distante da quella della Grecia.

## Ritrovamento
Il reperto archeologico fu rinvenuto nel 1985 durante i lavori di consolidamento delle fondamenta del Palazzo del Governo, nel centro storico di Matelica, nelle Marche.

## Replica
In occasione della sedicesima Festa delle Meridiane, tenutasi nel 2016 ad Aiello del Friuli un circolo culturale del luogo ha costruito una replica del globo di Matelica, che è stato collocato nel "cortile delle meridiane" del Museo della civiltà contadina del Friuli imperiale; le dimensioni della replica sono doppie rispetto all'originale: 59 cm anziché 29,5; il peso di 200 chilogrammi.

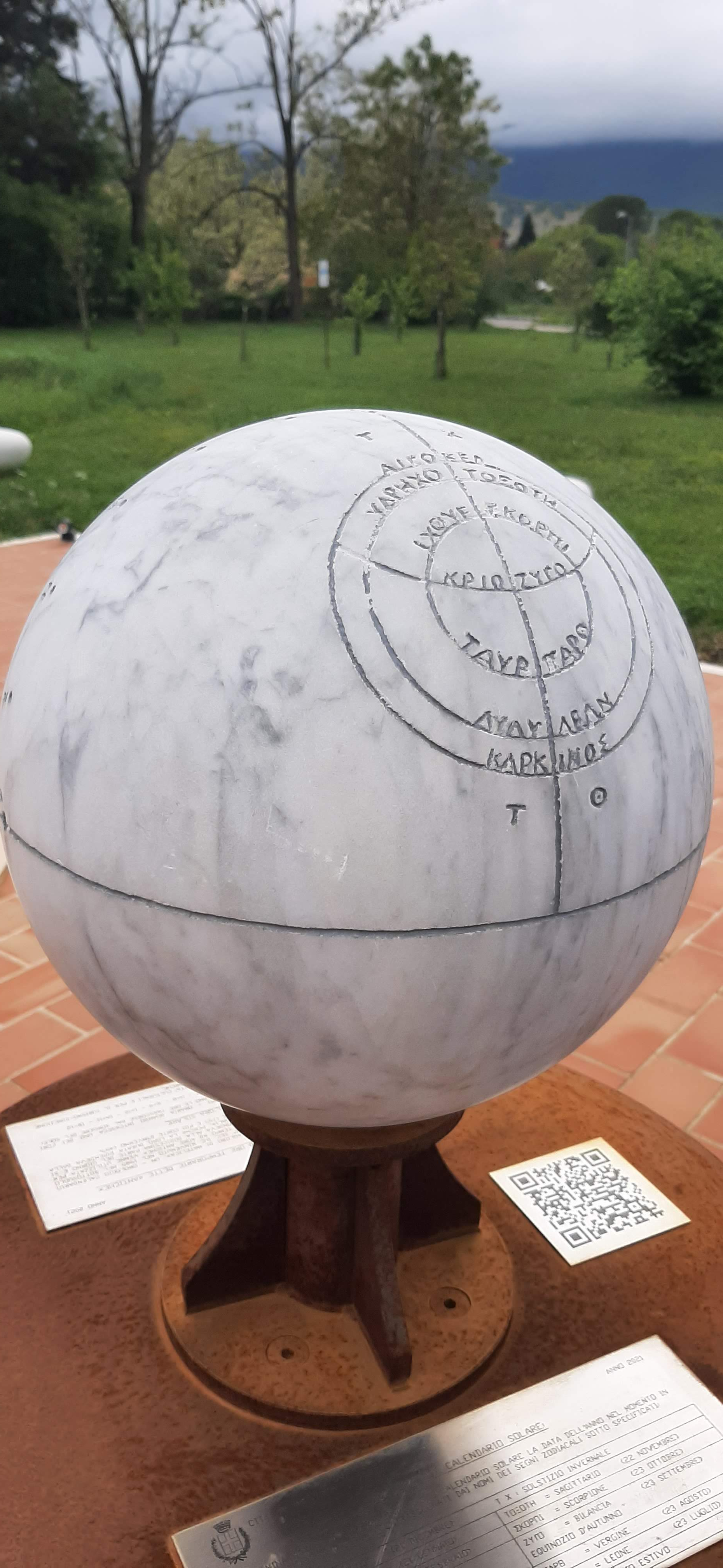
Copia in marmo del Globo di Matelica presso i Giardini del Tempo di Matelica

Inoltre nel Settembre del 2023 viene inaugurata a Matelica, presso i Giardini del tempo, una copia delle stesse dimensioni, in marmo.